# Bimota DB8
La Bimota DB8 è una motocicletta costruita dalla casa motociclistica italiana Bimota dal 2010 al 2017.
Il nome, come da nomenclatura standard della casa, sta ad indicare che questo è cronologicamente l'ottavo modello dotato di propulsore Ducati.

## Descrizione

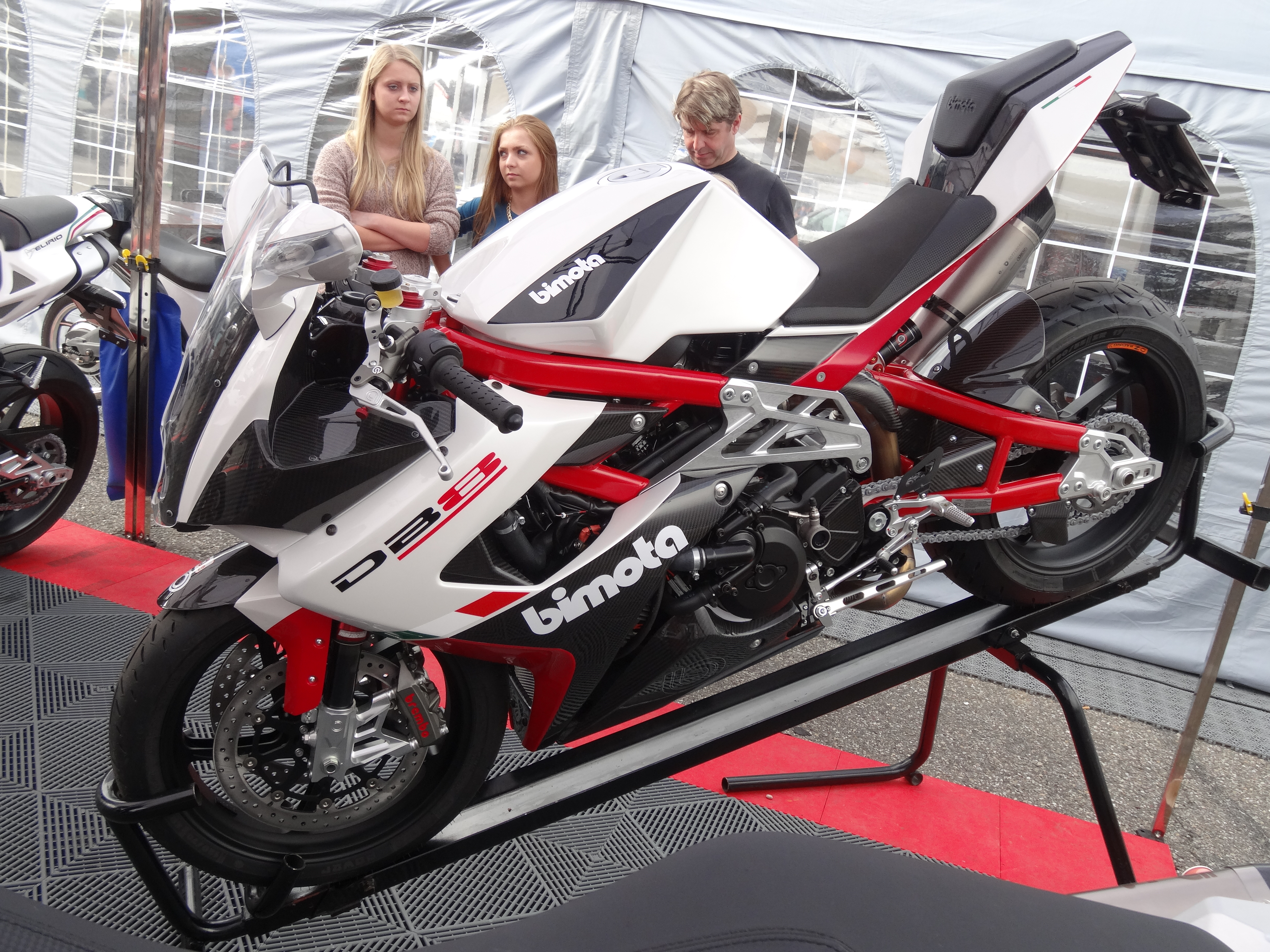
DB8 SP

La moto è stata presentata al Motor Bike Expo di Verona nel gennaio 2010.
Il motore è derivato dalla Ducati 1198 e si tratta di un bicilindrico a V di 90° a quattro tempi che sviluppa 168 cavalli a 9750 giri/min ed è alimentata da un sistema ad iniezione elettronica.
Il telaio è un traliccio tubolare in acciaio e lega di cromo molibdeno. Le sospensioni sono, all'anteriore della Marzocchi con la forcella telescopica a steli rovesciati e posteriore con mono ammortizzatore Extreme Tech. Il sistema frenante è composto da due dischi flottanti da 320 mm di diametro all'anteriore e da un disco fisso da 220 mm di diametro al posteriore; entrambe vengono morse rispettivamente da pinze Brembo a quattro e due pistoncini.
Nel 2011, in sostituzione della DB7, la Bimota ha presentato la DB8 SP. Rispetto alla DB8 standard, si caratterizza per la sella monoposto e pinze freno anteriori monoblocco Brembo. 
Nel 2013, come avvenuto in precedenza anche per la DB7, viene introdotta la DB8 Oronero, che adotta telaio e forcellone in fibra di carbonio, con il peso a secco che scende a 159 kg.